# Josef Chabroň
Josef Chabroň (* 15. prosince 1955) je bývalý český hokejový útočník.

## Hokejová kariéra
V československé lize hrál za CHZ Litvínov a TJ Vítkovice. Nastoupil ve 404 ligových utkáních, dal 153 gólů a měl 95 asistencí. V nižších soutěžích hrál během vojenské služby za Duklu Jihlava „B“. Začínal v Opavě.

## Klubové statistiky
| Sezona    | Klub              | Soutěž  | Základní část | Základní část | Základní část | Základní část | Základní část |
| Sezona    | Klub              | Soutěž  | Z             | G             | A             | B             | TM            |
| --------- | ----------------- | ------- | ------------- | ------------- | ------------- | ------------- | ------------- |
| 1975/1976 | CHZ Litvínov      | 1. liga | 5             | 0             | 1             | 1             | -             |
| 1976/1977 | Dukla Jihlava „B“ | 3. liga | -             | -             | -             | -             | -             |
| 1977/1978 | Dukla Jihlava „B“ | 2. liga | -             | -             | -             | -             | -             |
| 1978/1979 | CHZ Litvínov      | 1. liga | 37            | 7             | 5             | 12            | 12            |
| 1979/1980 | CHZ Litvínov      | 1. liga | 43            | 20            | 30            | 8             |               |
| 1980/1981 | CHZ Litvínov      | 1. liga | 42            | 12            | 18            | 30            | 21            |
| 1981/1982 | CHZ Litvínov      | 1. liga | 39            | 20            | 16            | 36            | 21            |
| 1982/1983 | CHZ Litvínov      | 1. liga | 44            | 17            | 4             | 21            | 14            |
| 1983/1984 | CHZ Litvínov      | 1. liga | 43            | 21            | 16            | 37            | 6             |
| 1984/1985 | CHZ Litvínov      | 1. liga | 44            | 24            | 7             | 31            | 10            |
| 1985/1986 | CHZ Litvínov      | 1. liga | 44            | 16            | 9             | 25            | -             |
| 1986/1987 | TJ Vítkovice      | 1. liga | 34            | 9             | 3             | 12            | 16            |
| 1987/1988 | TJ Vítkovice      | 2. liga | 40            | 22            | 16            | 38            | 24            |
| 1988/1989 | TJ Vítkovice      | 1. liga | 29            | 7             | 6             | 13            | 11            |